# Ganbare Goemon: Jetto GO! GO! GO!
Jetto GO! GO! GO! (ジェットGO！GO！GO！?) es un videojuego de rapidez con jets o tren de las minas, fue publicado por Konami para teléfonos móviles en 2003. Era parte de la serie Ganbare Goemon: Tsūkai Game Apli.